# Archaeorhynchus
Archaeorhynchus is een geslacht van uitgestorven vogels uit het Vroeg-Krijt van het huidige China, behorend tot de Ornithuromorpha.

## Vondst en naamgeving
In 2005 werd de vondst gemeld van een nieuwe vogelfossiel uit Liaoning.
In 2006 benoemden en beschreven Zhou Zhonghe en Zhang Fucheng de typesoort Archaeorhynchus spathula. De geslachtsnaam is afleid van het Oudgrieks archaios, 'oeroud', en rhynchos, 'bek', en verwijst naar het feit dat de vogel een van de oudste was waarbij met zekerheid een hoornsnavel was vastgesteld. De soortaanduiding is een verwarring tussen het Latijn spatula, 'spatel', en het Grieks σπάθη, spathè, 'blad van een werktuig', en verwijst naar het afgeplatte dentarium van de onderkaak.
Het holotype IVPP V14287 is gevonden in een laag van de Yixianformatie die dateert uit het middelste Aptien. Het bestaat uit een vrijwel volledig skelet met schedel. Het skelet ligt in verband en bewaart uitgebreide resten van het verenkleed. In 2013 werden twee nieuwe exemplaren gemeld, van jongvolwassen dieren: de specimina IVPP V17075 en IVPP V17091. Een probleem bij deze toewijzing is dat ze stammen van de latere Jiufotangformatie uit het Albien.
In 2016 werd een tweede exemplaar uit de Yixianformatie gemeld: IVPP V20312, een skelet met schedel van een volwassen dier.
In 2018 werd een exemplaar gemeld uit de Yixianformatie, specimen STM7-11, met op de plaat en tegenplaat uitgebreide preservering van de weke delen waaronder longweefsel. Gefossiliseerde longen zijn verder alleen bekend van zoogdieren en amfibieën. Anders dan de eerdere exemplaren bewaart het ook uitgebreide resten van het verenkleed.
In 2021 werd een exemplaar van een jong dier gemeld, specimen LNTU-WLMP-18. Het skelet bewaart een deel van het verenkleed en wellicht een stuk darm met zaden.

## Beschrijving
Archaeorhynchus is ongeveer twintig centimeter lang.
In 2006 en 2016 werden enkele onderscheidende kenmerken gegeven die ook door andere onderzoekers geldig werden geacht. De praemaxilla is tandeloos. Het bovenkaaksbeen is tandeloos. De onderkaken zijn tandeloos. Het dentarium van de onderkaak is spatelvormig. Op de binnenkant van het dentarium ligt boven de fossa Meckeliana een hoge lengterichel. De uiteinden van de takken van het vorkbeen zijn afgerond. De arm is lang, waarbij bovenarm en onderarm samen 38 procent langer zijn dan bovenbeen en onderbeen samen. Het onderbeen is 14 procent langer dan het bovenbeen. Het onderste deel van het schoudergewricht, gevormd door het ravenbeksbeen, is sterk zijwaarts gericht. De buitenrand van het ravenbeksbeen is langer dan de binnenrand. De achterzijde van het vorkbeen wordt uitgehold door een diep groeve.
De snavel is puntig. Basale kenmerken zijn het kleine aantal van zeven sacrale wervels en een sprongbeen met een hoge opgaande tak. De in 2013 beschreven jonge dieren hebben vier wervels in de pygostyle.

### Weke delen
Op de tegenplaat is vóór de positie van de maag een gevlekte witte substantie zichtbaar. Deze is niet van andere fossielen bekend. De substantie lijkt te omvangrijk om de voormaag te kunnen zijn. De vlekken lijken te fijn van structuur om voedsel te kunnen zijn. In zo'n witte substantie zijn ook de borstribben gebed. Bij moderne vogels worden de ribben door longweefsel omgeven. Dit wijst erop dat in wezen stijve longen aanwezig waren gecombineerd met een luchtzaksysteem. De beschrijvers achtten het waarschijnlijk dat werkelijk geavanceerd longweefsel pas bij de Ornithuromorpha evolueerde.
Op de plaat zijn twee lobben zichtbaar die de longen zouden zijn. Ook de vogellever heeft twee lobben maar omdat een rode tint ontbrak achtte men het onwaarschijnlijk dat het om de bloedrijke lever zou gaan. Onderzoek door een rasterelektronenmicroscoop onthulde structuren die op de parabronchiën van moderne vogels leken en verder een zone met minuscule luchtcellen met een diameter van slechts drie micrometer. In de maag zijn op de hoofdplaat een honderdtal maagstenen zichtbaar, gelegen in een cluster.
In 2023 concludeerde een studie dat de buikholtemassa even groot was als bij moderne vogels.

### Verenkleed
De dekveren zijn haarvormig. De slagpennen van de hand hebben een maximale lengte van elf centimeter. Op de duim is een alula zichtbaar, een voorvleugeltje. De staart draagt een waaier van minstens tien staartveren. Het totaal lag wellicht op twaalf. Deze hebben een lengte van tussen de eenendertig en vierenveertig millimeter. Ze staan wijd uiteen in een boog van 80 graden. Bij alle andere bekende staartwaaiers uit het Onder-Krijt overlappen zulke veren elkaar zodat een continu oppervlak gevormd wordt. De veren zijn achteraan afgerond. De binnenste veren zijn symmetrisch maar naar buiten toe worden ze geleidelijk sterk asymmetrisch.
Daarnaast draagt de staart twee verlengde sleepveren. Die hebben een bewaarde lengte van vijf centimeter; het fossiel breekt nog voor hun punten af. Deze veren hebben geen baardjes zodat het lintvormige structuren kunnen zijn.
De veren tonen geen tekenen van kleurende eumelanosomen.

## Fylogenie
Archaeorhynchus is volgens de analyses uit 2006 nauw verwant aan de Ornithurae. Later analyses toonden soms een basalere positie in de Ornithuromorpha.

## Levenswijze

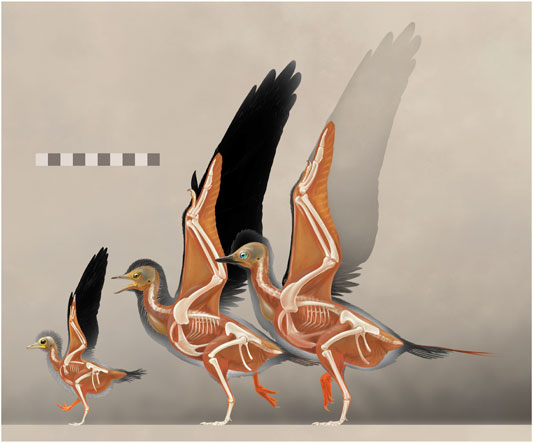
Groeistadia

Archaeorhynchus was wellicht een planteneter, gezien de aanwezigheid van maagstenen, gastrolieten, bij het holotype en de in 2013 gemelde exemplaren.
Het exemplaar uit 2016 toonde drie groeilijnen in de botten. Dat zou er op wijzen dat Archaeorhynchus aanzienlijk langzamer groeide dan huidige vogels die in één seizoen hun maximumgrootte bereiken.
LNTU-WLMP-18 heeft relatief korte armen ten opzichte van de volwassen exemplaren. De lange achterpoten zouden erop wijzen dat het een nestvlieder was.